# Шилиньш, Николай
Николай Ши́линьш (латыш. Nikolajs Šiliņš; 14 сентября 1879, Кейпене, ныне Огрский край — 25 мая 1939, Рига) — латвийский журналист и переводчик.
Окончил школу в Мадлиене и Гатчинскую учительскую семинарию (1900). В 1900—1906 гг. преподавал в Мадлиенской школе, но в связи с участием в революционных событиях 1905—1906 гг. был уволен без права дальнейшей педагогической работы. Входил в редколлегию газеты Dzimtenes Vēstnesis (1908—1917), в 1917—1919 гг. вместе с Юрисом Калныньшем и Янисом Акменсом предпринял попытку возрождения газеты Baltijas Vēstnesis. В 1919—1935 гг. сотрудник газеты Jaunākās Ziņas, в 1924 г. её редактор.
Публиковал латышские переводы русской прозы и публицистики, в том числе произведений Антона Чехова, Леонида Андреева и др.